# Wally van Weelde

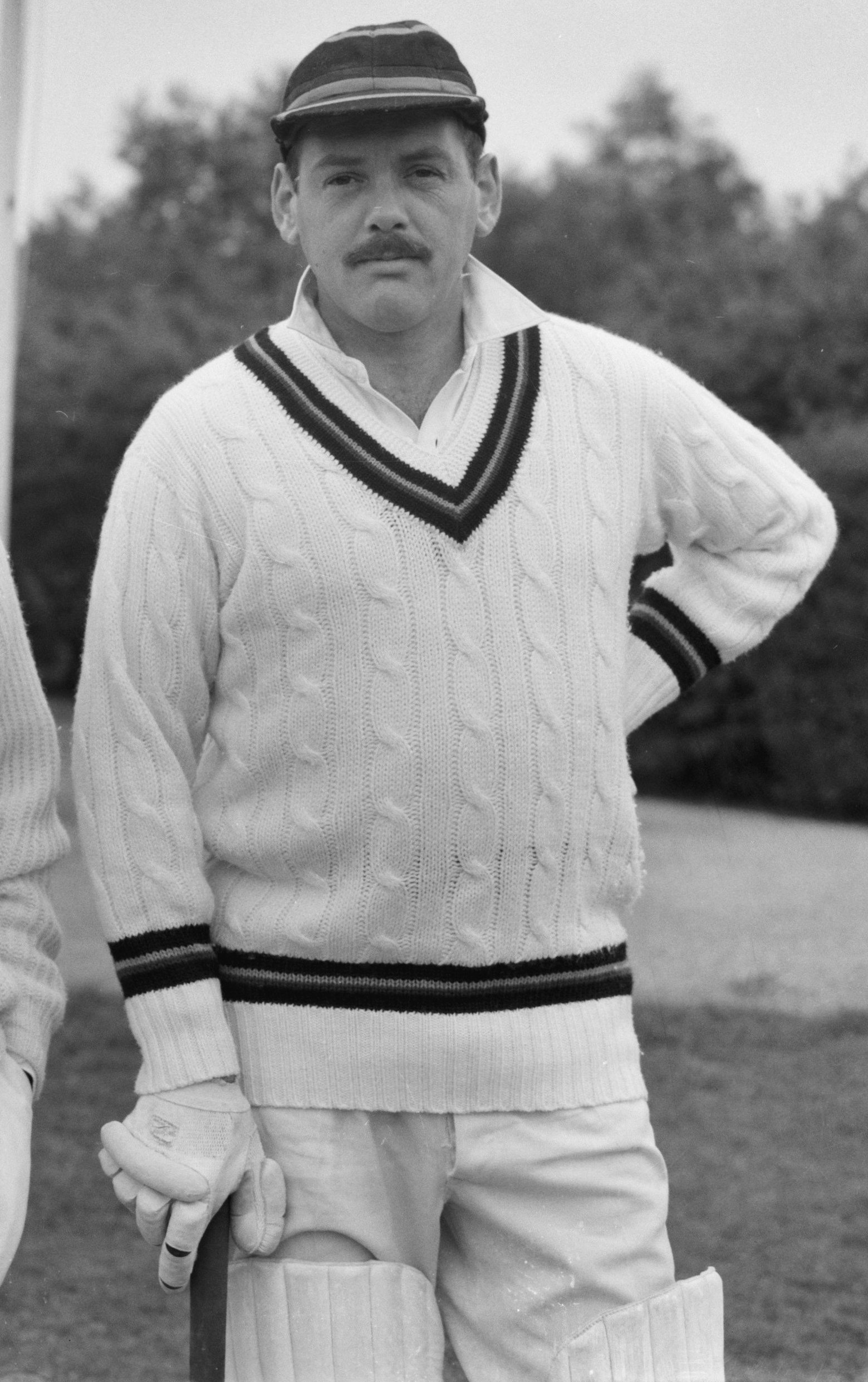
Wally van Weelde (1961)

Walter (Wally) van Weelde (Amsterdam, 27 oktober 1924 – Rotterdam, 20 november 1992) was een Nederlands cricketspeler.
Voor de Tweede Wereldoorlog maakte Van Weelde reeds op jeugdige leeftijd zijn debuut voor de Amsterdamse vereniging ACC. Hiermee werd hij verschillende keren landskampioen. In de jaren vijftig maakte hij de overstap naar VOC in Rotterdam. Ook kwam hij uit voor het Nederlands cricketelftal. Met 13.920 runs in de Nederlandse competitie had Van Weelde ruim 35 jaar een record in handen, totdat deze in 1994 door Steven Lubbers werd overgenomen.
De nagedachtenis aan Van Weelde wordt op verschillende manieren in ere gehouden. Zo reikt VOC jaarlijks de Wally van Weelde Trofee uit voor de beste spelerprestatie. Sinds 1992 organiseert zoon Rob van Weelde, zelf eveneens cricketer, het Snorrentoernooi.
In het dagelijks leven was Van Weelde ondernemer. Met zijn broer startte hij het scheepvaartbedrijf Van Weelde Shipping Group.